# Fiat 642RN
Le Fiat 642RN était un autocar fabriqué par la division autobus de Fiat V.I., branche du groupe italien Fiat.
Il a été lancé en 1952 pour remplacer le Fiat 666RN.
Cet autobus, comme tous les modèles dans le monde à cette époque, utilisait le châssis dérivé d'un camion existant avec un moteur placé à l'avant du véhicule, donc dans une position encombrante pour l'accès des voyageurs et la conduite.
Le Fiat 642 RN, d'une longueur normalisée en Italie, de 10 mètres, était équipé du même moteur que le camion, le fameux moteur Fiat 364, un 6 cylindres de 6 650 cm3, développant 92 ch. DIN avec un couple maximum à 900 tours par minute seulement. Ce moteur était très robuste, fiable et peu gourmand en gazole. Le poste de conduite était à droite, comme le voulait le code de la route italien.
Le Fiat 642RN connaîtra deux séries : le 642RN et, en 1955, le 642RN2 qui, comme à l'accoutumée en Italie, voit le modèle de base Fiat Cansa épaulé par les versions des carrossiers spécialisés Barbi, Bianchi, Dalla Via, Menarini, Orlandi, Viberti qui réalisaient les versions interurbaines de banlieue ou GT.

## À noter
- RN signifie : R - ribassato, le châssis d'origine dérivé du camion correspondant avait été abaissé pour être compatible avec l'accès à bord des passagers. N, comme pour les camions, désigne le type de carburant N = nafta, gaz-oil en italien.
- Cansa est l'acronyme de "CArrozzerie Novaresi Società Anonima" - Carrosseries de Novare Société Anonyme. Cette société de carrosserie industrielle était une filiale de Fiat Bus dont les ateliers et le siège social est implanté à Cameri, près de Novare. Avec l'introduction du Fiat 343 Cameri, en 1972, l'appellation commerciale devint "Carrozzeria Fiat Cameri".

La production du Fiat 642RN cessa en 1959. Il a été remplacé par le moderne Fiat 309 lancé en 1958 avec l'application du nouveau code de la route avec la conduite à gauche. Beaucoup d'entre eux ont retrouvé une seconde jeunesse en Afrique et dans les pays de l'Est.